# Tom Johnston
Charles Thomas Johnston (Visalia, 15 de agosto de 1948), conhecido pelo nome artístico de Tom Johnston, é cantor, compositor e guitarrista  estadunidense. Ele foi um dos fundadores da banda estadunidense The Doobie Brothers.

## Biografia
Tom Johnston cresceu ouvindo  Little Richard, Bo Diddley, Elvis Presley, James Brown, e outros artistas dos anos de 1950. Quando ele tinha doze anos conseguiu uma guitarra e com quatorze formou sua primeira banda.
Tom mudou-se para San José para terminar a faculdade e começou a tocar em algumas bandas da região. Foi nessa cidade que ele encontrou com o lendário Skip Spence, baterista do Jefferson Airplane. Skip apresentou Tom a John Hartman e logo formaram uma banda que seria mais tarde o The Doobie Brothers.
Johnston escreveu e cantou a maioria das canções dos The Doobie Brothers incluído "Listen to the Music", "Rockin' Down the Highway", "China Grove" e "Long Train Runnin'." Ele também cantou o sucesso "Take Me in Your Arms" escrito por Holland-Dozier-Holland.
Em 1975, Johnston ficou doente durante uma turnê de promoção do álbum Stampede e foi substituído por Michael McDonald. Em 1977 ele resolveu partir para a carreira solo e lançou dois discos Everything You've Heard Is True e Still Feels Good, além de contribuir com uma canção, "Where are You Tonight?", para a trilha sonora de grande sucesso Dirty Dancing.
Johnston voltou para The Doobie Brothers em 1987 e continua na estrada com a banda até hoje.

## Família
Johnston vive no Condado de Marin, Califórnia com sua esposa e dois filhos.

## Discografia
- Everything You've Heard Is True (1979)
- Still Feels Good (1981)